# Evaluación de opciones reales

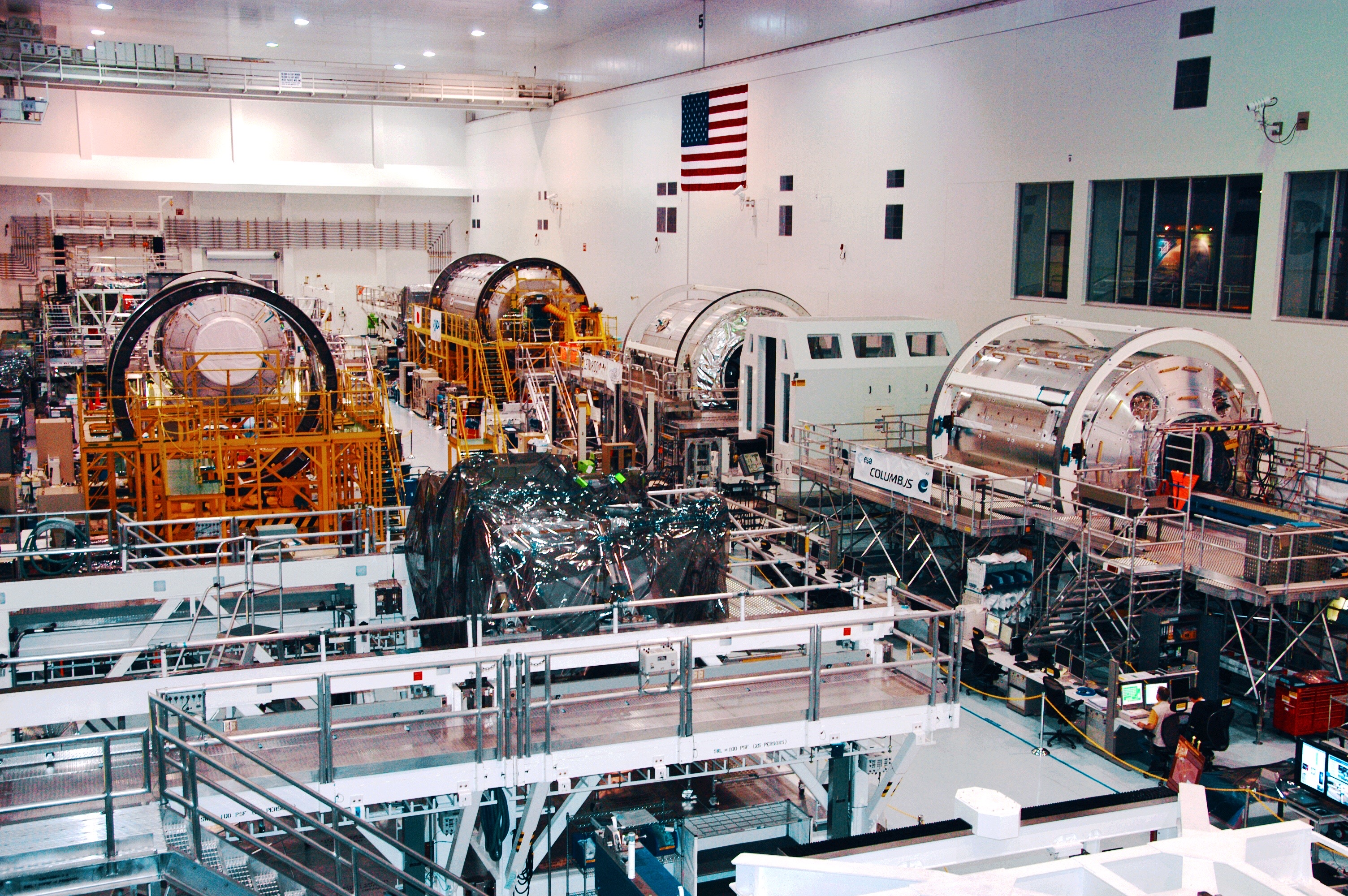
Fábrica. El análisis de opciones reales ayuda a determinar si es más ventajoso ampliar una fábrica, venderla o cerrarla.

La evaluación de opciones reales, también denominada valoración de opciones reales o análisis de opciones reales, (ROV o ROA por sus siglas en inglés) es un sistema de decisión empresarial. Aplica técnicas de valoración de opciones financieras a las decisiones sobre activos empresariales materiales. Una opción real es el derecho, pero no la obligación, de llevar a cabo iniciativas comerciales como diferir, abandonar, expandir, organizar o contratar un proyecto de inversión de capital. Por ejemplo, la evaluación de opciones reales podría examinar tanto la posibilidad de invertir en la ampliación de una fábrica como la posibilidad de venderla.
Las opciones reales generalmente se distinguen de las opciones financieras convencionales en que no se negocian en bolsa. Otra distinción es que quienes evalúan las opciones reales, normalmente la dirección de la empresa, pueden influir directamente en el valor del proyecto subyacente a la opción, mientras que esto no pasa con el activo subyacente a una opción financiera. Por ejemplo, una pequeña compañía de azulejos compra una opción financiera para asegurarse el suministro de gas natural durante el año 2021 a un importe fijo. Esa compañía no puede influir en el precio del gas. Pero además la compañía está evaluando la opción real de instalar nueva maquinaria. La compañía sí que puede influir sobre el precio de esa opción, por ejemplo eligiendo un suministrador de maquinaria más barato.
Además, la gerencia no puede medir la incertidumbre en términos de volatilidad, sino que debe confiar en sus percepciones de la incertidumbre. Otra diferencia con las opciones financieras (de las que el mercado ofrece un amplio catálogo) es que la dirección de la empresa también tiene que crear o descubrir las opciones reales de las que dispone, y ese proceso supone una importante tarea empresarial. Las opciones reales son tanto más valiosas cuanto mayor es la incertidumbre. La gerencia tiene una flexibilidad significativa para cambiar el curso del proyecto en una dirección que estime favorable. La evaluación de opciones reales es un proceso recursivoː una vez se pone en marcha una opción, surgen dentro de ella nuevas posibilidades. Siguiendo con el ejemplo de la azulejera, una vez que ha seleccionado un proveedor, puede que este le ofrezca hornos de distintas potencias, entre las que deberá elegir.
El análisis de opciones reales, como disciplina, se extiende desde su aplicación en finanzas corporativas, hasta la toma de decisiones bajo incertidumbre en general, adaptando las técnicas desarrolladas para opciones financieras a decisiones de la “vida real”. Por ejemplo, los gerentes de I+D pueden utilizar la valoración de opciones reales para lidiar con diversas incertidumbres al tomar decisiones sobre la asignación de recursos entre proyectos de I+D. Los ejemplos no comerciales pueden ser evaluar el coste de las máquinas de minería de criptomonedas, o la decisión de una persona de empezar a trabajar ya para una empresa, o renunciar a varios años de ingresos para asistir a la escuela de posgrado. Por lo tanto, obliga a los decisores a ser explícitos sobre los supuestos que subyacen en sus proyecciones. Por esta razón, la ROV se emplea cada vez más como una herramienta en la formulación de estrategias comerciales. Esta extensión de las opciones reales a proyectos del mundo real a menudo requiere sistemas de soporte de decisiones personalizados, porque de lo contrario, las opciones compuestas complejas se volverán demasiado difíciles de manejar.
El adjetivo "real" en la expresión "opción real" no significa lo que dice la RAE, «que tiene existencia objetiva». Los ojos de la persona que está leyendo esta página sí son reales en ese sentidoː existen, se pueden tocar, medir. Si una empresa tiene una fábrica, la posible decisión de ampliarla o cerrarla es, en lenguaje financiero, una opción real. Lo es antes de que se tome la decisión, y tanto si se toma como si no. Pero esa denominación no le confiere "realidad". Sigue siendo una hipótesis. Tampoco significa este adjetivo, como a veces se usa en el lenguaje corriente, que sea una opción razonable, o muy probable, dentro de las existentes. Este adjetivo se utiliza en la expresión "opción real" para distinguirla de la opción financiera, de manera análoga a su empleo en la contraposición de la economía real y la economía financiera. Estrictamente la economía financiera es tan real(RAE) como la "economía real"ː existen bancos y existen fábricas.

## Tipos de opciones reales
La flexibilidad de la que dispone la dirección de la empresa –es decir, las "opciones reales"– genéricamente, se relacionará con el tamaño del proyecto, el momento del proyecto y la marcha del proyecto una vez se haya iniciado. En todos los casos, cualquier gasto inicial (no recuperable) relacionado con esta flexibilidad es la prima de la opción. Las opciones reales también se aplican comúnmente a la valoración de acciones bursátiles.

### Opciones relacionadas con el tamaño del proyecto
Cuando el alcance del proyecto es incierto, la flexibilidad en cuanto al tamaño de las instalaciones pertinentes es valiosa, y constituye una opción.
- Opción de ampliación: el proyecto se construye con una capacidad de producción superior a la demanda esperada para que pueda producir a un ritmo más alto si es necesario. La dirección de la empresa tiene entonces la opción de aumentar la producción si las condiciones resultan favorables. Un proyecto con opción de ampliación costará más que uno sin ella (la diferencia es la prima de la opción) pero también valdrá más. La opción de ampliación es, por tanto, equivalente a una opción de compra (call).
- Opción de reducción: el proyecto está diseñado de tal manera que la producción se puede disminuir en el futuro si las condiciones resultan ser desfavorables. Ejercitar la opción consiste en renunciar a estos gastos futuros. Este es el equivalente a una opción de venta (put) y, nuevamente, el exceso de gasto inicial es la prima de la opción.
- Opción de ampliar o reducir: el proyecto está diseñado de tal manera que se puede poner en marcha o parar según convenga. La gerencia puede cerrar parte de la operación —o la totalidad—cuando las condiciones son desfavorables (opción de venta) y puede reiniciar las operaciones cuando mejoran las condiciones (opción de compra). Un buen ejemplo es el sistema de fabricación flexible (FMS por sus siglas en inglés) . Esta opción también se conoce como opción de cambio (switching option).

### Opciones relacionadas con la vida del proyecto y su programación
Cuando exista incertidumbre sobre cuándo y cómo se materializarán las condiciones comerciales u otras, la flexibilidad del cronograma de los proyectos relevantes es valiosa y constituye una opción. Las opciones de crecimiento son quizás las más genéricas de esta categoría. Implican la opción de llevar adelante solo aquellos proyectos que parecen ser rentables en el momento de la iniciación.
- Opciones de inicio o aplazamiento: aquí la gerencia tiene flexibilidad respecto a cuándo iniciar un proyecto. Por ejemplo, en la explotación de recursos naturales, una empresa puede retrasar la extracción de un yacimiento hasta que las condiciones del mercado sean favorables. Esto constituye una opción de compra al estilo americano.
- Opción de demora con una patente de producto: una empresa con un derecho de patente sobre un producto tiene derecho a desarrollar y comercializar el producto exclusivamente hasta el vencimiento de la patente (normalmente unos 20 años desde que se solicita la patente). La empresa comercializará y desarrollará el producto solo si el valor presente de los flujos de efectivo esperados de las ventas del producto excede el costo de desarrollo. Si esto no ocurre, la empresa puede archivar la patente y no incurrir en costos adicionales.
- Opción de abandono: la gerencia puede tener la opción de detener un proyecto durante su vida y, posiblemente, obtener su valor de rescate. Aquí, cuando el valor presente de los flujos de caja remanentes cae por debajo del valor de liquidación, el activo puede venderse, y esto supone ejercitar una opción de venta. Esta opción de abandono también se conoce como opción de Terminación . Las opciones de abandono son de estilo americano .
- Opciones de secuenciación: esta opción está relacionada con la anterior opción de inicio, aunque implica flexibilidad en cuanto a los cronogramas de proyectos interrelacionados. En este caso el análisis debe dilucidar si es mejor llevar adelante los proyectos secuencialmente (uno después de otro) o en paralelo (a la vez). Por ejemplo, una empresa minera se plantea la construcción de una línea de tren hasta un puerto y unos silos allí. Si se elige la opción secuencial, al observar los resultados relacionados con el primer proyecto, la empresa puede despejar parte de la incertidumbre relacionada con la iniciativa globalmente considerada. Una vez despejada, la gerencia tiene la opción de continuar o no con el desarrollo de los otros proyectos. Si por el contrario se elige la opción paralela, cuando se termine el primer proyecto, los otros estarán avanzados y se habrá gastado dinero en ellos, por lo que se pierde el coste de oportunidad de no emprenderlos. Asimismo, se reduce el tiempo de ejecución, por lo que los activos resultantes empezarán antes a producir beneficios. La secuenciación de proyectos es importante en la estrategia corporativa. La noción de opciones intraproyecto (dentro del mismo proyecto) e interproyecto (entre varios proyectos) está relacionada con la secuenciación.

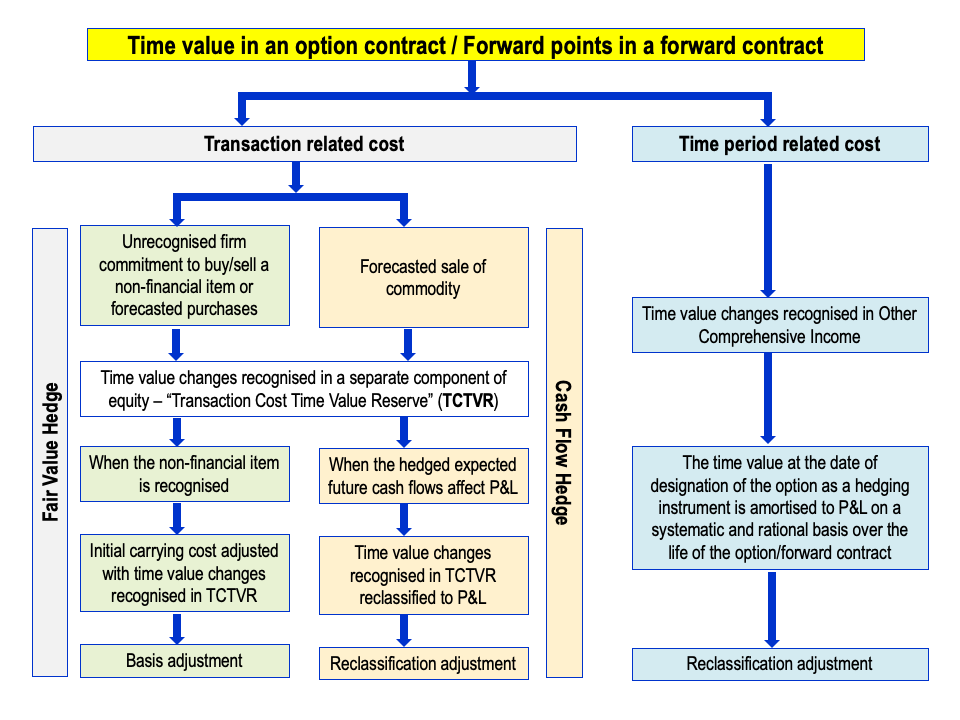
Tratamiento del valor a lo largo del tiempo de un contrato de opciones financieras

- Opción de creación de prototipos: algunos sistemas son innovaciones incrementales de sistemas existentes (cuyo funcionamiento se conoce bien), mientras que otros son innovaciones radicales (que no puede predecirse cómo van a funcionar). Estos últimos son inversiones arriesgadas. La creación de prototipos puede cubrir parte de estos riesgos, porque cuestan mucho menos que un sistema a gran escala, y sin embargo permiten obtener información fiable sobre cómo funcionaría económica y técnicamente ese sistema. En términos económicos, la creación de prototipos es una opción de cobertura (finanzas) de riesgo (como las famosas hedge options). Esta opción tiene un coste que debe evaluarse adecuadamente.[21] Por ejemplo se están desarrollando continuamente nuevos sistemas de generación y almacenamiento de energía debido al cambio climático, la escasez de recursos y las leyes ambientales.

### Opciones relacionadas con la operación del proyecto
La gerencia puede tener flexibilidad respecto a los productos elaborados o los procesos utilizados en la fabricación. Como en los casos anteriores, esta flexibilidad aumenta el valor del proyecto, correspondiendo a su vez a la "prima" pagada por la opción real.
- Opciones de combinación de productos: La opción de producir diferentes productos desde la misma instalación se conoce como opción de combinación de productos o flexibilidad del producto. Estas opciones son particularmente valiosas en industrias donde la demanda es volátil o donde las cantidades demandadas en total para un bien en particular suelen ser bajas, y la gerencia desearía cambiar a un producto diferente rápidamente si fuera necesario. Un ejemplo es la industria turronera, con la demanda concentrada en Navidad, que puede adaptar su maquinaria para producir helados en temporada baja.[22]
- Opciones de mezcla de entradas: también llamada flexibilidad del proceso, esta opción permite a la dirección utilizar diferentes insumos para producir el mismo resultado, según corresponda. Por ejemplo, un ganadero valorará la opción de cambiar entre varias fuentes de alimentación (heno, pienso) y preferirá utilizar la alternativa aceptable más barata. Una compañía eléctrica puede tener la opción de elegir entre varias formas de generación de electricidad (hidroeléctrica, térmica).
- Opciones de escala operativa: la gerencia puede tener la opción de cambiar la cantidad de producción por unidad de tiempo, o cambiar la duración total del tiempo de ejecución de la producción, por ejemplo, en respuesta a las condiciones del mercado. Estas opciones también se conocen como opciones de intensidad. Son muy frecuentes en la industria automovilísticaː si hay mucha demanda, se pone un tercer turno.[23]

## Valoración de las opciones
Teniendo en cuenta lo anterior, está claro que existe una analogía entre las opciones reales y las opciones financieras, y, por lo tanto, cabría esperar que para las primeras se pudieran aplicar modelos y análisis que llevan tiempo utilizándose en las segundas. Sin embargo, es importante entender por qué algunas técnicas estándar de valoración de opciones financieras pueden no ser aplicables para la valoración de opciones reales (ROV por sus siglas en inglés).

### Aplicabilidad de las técnicas estándar
La ROV a menudo se contrasta con técnicas más estándar de presupuesto de capital, como el análisis de flujo de fondos descontados (DCF por sus siglas en inglés) o el valor actual neto (VAN). Bajo este enfoque de VAN "estándar", los flujos de efectivo futuros esperados se valoran en el presente según la medida de probabilidad empírica a una tasa de descuento que refleja el riesgo implícito en el proyecto (ver Modelo de valoración de activos financieros, Teoría del arbitraje y Costo medio ponderado de capital). Aquí solo se consideran los flujos de efectivo esperados, sin tener en cuenta la "flexibilidad" para cambiar la estrategia corporativa según el comportamiento real (véase más abajo también Finanzas corporativas § Valoración de la flexibilidad).
El marco VAN asume (implícitamente) que la gerencia es "pasiva" con respecto a su inversión de capital una vez comprometida. Algunos analistas tienen en cuenta de esta incertidumbre (i) ajustando la tasa de descuento, por ejemplo, aumentando el coste de capital, o (ii) ajustando los flujos de efectivo, por ejemplo, usando equivalentes de certeza, o (iii) aplicando "recortes" (subjetivos) a los números pronosticados, o (iv) a través de la ponderación de probabilidad de estos como en rVAN. Sin embargo, incluso cuando se emplean estos últimos métodos, normalmente no tienen en cuenta adecuadamente los cambios en el riesgo durante el ciclo de vida del proyecto y, por lo tanto, no logran adaptar apropiadamente el ajuste del riesgo.
En cambio, la ROV asume que la gerencia es "activa" y puede responder "continuamente" a los cambios del mercado. La evaluación de opciones reales considera "todos" los escenarios (o "estados") e indica la mejor acción corporativa en cada uno de ellos. Debido a que la gerencia se adapta a cada resultado negativo disminuyendo su exposición, mientras que a los escenarios positivos se adapta aumentando su escala, la empresa se beneficia de la incertidumbre en el mercado subyacente, logrando una menor variabilidad de las ganancias que con el análisis VAN.
La naturaleza contingente de las ganancias futuras en los modelos de opciones reales se captura empleando las técnicas desarrolladas para opciones financieras en la literatura sobre análisis de derechos contingentes. Aquí, el enfoque, conocido como valoración neutral al riesgo, consiste en ajustar la distribución de probabilidad para la consideración del riesgo, mientras se descuenta a la tasa libre de riesgo. Esta técnica, también conocida como el enfoque "martingala" (en español uno de los significados de esta palabra es "engaño", pero originalmente la martingala es un juego de azar francés que emplea la probabilidad de una determinada manera), utiliza una medida de neutralidad al riesgo. Para las consideraciones técnicas véase más abajo.
Dados estos diferentes tratamientos, el valor de un proyecto estimado con análisis de opciones reales suele resultar mayor que el estimado con VAN, y la diferencia será más marcada en proyectos con mayor flexibilidad, contingencia y volatilidad. Esto es análogo a las opciones financieras donde una mayor volatilidad del subyacente conduce a un mayor valor (precisamente las opciones financieras son para protegerse de esa volatilidad, de modo que, a mayor volatilidad, más caras cuestan).
Una aplicación de la valoración de opciones reales en la industria bancaria filipina mostró que los mayores niveles de volatilidad de los ingresos pueden afectar negativamente los valores de las opciones reales en la cartera de préstamos, cuando se considera la presencia de asimetría de información. En este caso, el aumento de la volatilidad puede limitar el valor de una opción real.
Parte de la crítica a la valoración de opciones reales (y de la lenta adopción posterior en la práctica y en sectores académicos) proviene de los valores generalmente más altos que arroja para los activos empresariales. Sin embargo, los estudios han demostrado que estos valores son estimaciones fiables, siempre que los datos de entrada estén identificados apropiadamente.

### Valoración basada en opciones
Aunque existe mucha similitud entre la modelización de opciones reales y la de opciones financieras, la ROV se distingue de estas últimas en que tiene en cuenta la incertidumbre sobre la evolución futura de los parámetros que determinan el valor del proyecto, junto con la capacidad de la gerencia para responder a esta evolución.
Es el efecto combinado de esta incertidumbre y esta capacidad lo que hace a la ROV técnicamente más compleja que sus alternativas. Primero se debe estimar el rango completo de posibles valores para el activo. Esto supone estimar cuál sería su valor si existiera hoy (normalmente se trata de un proyecto, por lo que aún no existe) y pronosticar el conjunto de posibles valores futuros. Estos cálculos proporcionan números para todos los posibles valores de la opción en los diferentes puntos en que se necesita una decisión sobre si seguir con el proyecto.
Al valorar la opción real, el analista debe, por tanto, considerar los factores (inputs) que afectan al valor de una opción real, el método de valoración empleado y si se pueden aplicar limitaciones técnicas. Conceptualmente, la valoración de una opción real analiza la prima entre lo que la empresa paga por un determinado proyecto y lo que ese proyecto rinde (el dinero que va dando). Los factores que afectan al valor de una opción real (tiempo, tipos de interés, volatilidad, entradas y salidas de efectivo) se ven afectadas por las condiciones de negocio y el ambiente en el que se desenvuelve el proyecto. Las condiciones empresariales (como la información sobre la propiedad, los costes de recopilación de datos o las patentes) dependen de las situaciones políticas, ambientales, socioculturales, tecnológicas y legales que afectan a una industria.
Así como el ambiente incide en las condiciones empresariales, también afecta a la volatilidad de los rendimientos, al tipo de interés y a las proyecciones de pagos y rendimientos de un proyecto.

#### Factores (inputs) que afectan al valor de una opción real
Dada la similitud en el enfoque de valoración, los factores necesarios para modelizar la opción real se corresponden con los necesarios para la valoración de una opción financiera. Sin embargo, la aplicación específica para opciones reales es la siguiente:
- El subyacente de la opción es el proyecto en cuestión. Se modela en términos de:
  - Precio al contado: se requiere el valor inicial o actual del proyecto: esto generalmente se basa en la "mejor suposición" de la gerencia en cuanto al valor bruto del flujo de caja del proyecto y el valor actual neto resultante;
  - Volatilidad: se requiere una medida de la incertidumbre en cuanto al cambio de valor a lo largo del tiempo.
    - Generalmente se usa la volatilidad en el valor del proyecto, normalmente obtenida a través del método de Montecarlo.[35][38] A veces se prefiere la volatilidad de los flujos de efectivo del primer período[36] (véase más adelante en Finanzas corporativas para una explicación relacionada con la estimación del VAN y la volatilidad del proyecto).
    - Algunos analistas sustituyen volatilidad en el valor del proyecto por el proxy de un valor cotizado, utilizando su volatilidad de precio o, si existen opciones financieras sobre este valor cotizado, la volatilidad implícita de estas opciones financieras.[1]

  - Dividendos generados por el activo subyacente: como parte de un proyecto, el dividendo equivale a cualquier ingreso que podría derivarse del activo y pagarse al propietario. El dividendo reduce la apreciación del activo.
- Características de la opción:
  - Precio de ejercicio: corresponde a cualquier desembolso de inversión (no recuperable), generalmente los costos prospectivos del proyecto. En general, la gerencia iría adelante con el proyecto si el valor presente de los flujos de efectivo esperados supera esta cantidad;
  - Plazo de la opción: el tiempo durante el cual la gerencia puede decidir actuar o no actuar corresponde a la vida de la opción. Como se indicó anteriormente, los ejemplos incluyen el tiempo hasta el vencimiento de una patente o de los derechos minerales para una nueva mina. Sin embargo ha de considerarse que, dada la flexibilidad relacionada con el tiempo, este plazo de la opción se debe manejar con precaución.
  - Tipos de opciones y ejercicio de opción. La capacidad de la gerencia para responder a los cambios en el valor se modela en cada punto de decisión como una serie de opciones, entre las que pueden estar:
    - la opción de contratar el proyecto (una opción de venta al estilo americano, put);
    - la opción de abandonar el proyecto (también una opción put);
    - la opción de ampliar el proyecto (opción de compra, call);
    - opciones de conmutación u opciones compuestas.

#### Métodos de valoración
De manera similar, los métodos de valoración habitualmente empleados son adaptados de la valoración de opciones financieras. Sin embargo, mientras que la mayoría de los problemas "reales" permiten el ejercicio del estilo americano en cualquier punto (muchos puntos) de la vida del proyecto, y estos problemas se ven afectados por múltiples variables subyacentes, los métodos estándar están limitados, bien por la dimensionalidad, bien a los principios del ejercicio, o incluso en ambos aspectos.
Al seleccionar un modelo, por lo tanto, los analistas deben hacer un trade-off entre estas consideraciones. El modelo también debe ser lo suficientemente flexible para permitir que la regla de decisión relevante se codifique adecuadamente para cada punto de decisión.
- A veces se emplean soluciones de forma cerrada, tipo Black-Scholes.[36] Estos son aplicables solo para opciones de estilo europeo u opciones americanas perpetuas. Debe tenerse en cuenta que esta aplicación de Black-Scholes asume costes constantes, es decir, deterministas; en los casos en que los costes del proyecto se supongan estocásticos, entonces, en lugar de Black-Scholes, debe aplicarse la fórmula de Margrabe,[41][42] valorando la posibilidad de "intercambiar" gastos por ingresos. Análogamente, cuando el proyecto está expuesto a 2 (o más) incertidumbres —por ejemplo, para los recursos naturales, el precio y la cantidad— algunos analistas intentan utilizar una volatilidad general, aunque esto se trata más correctamente como una opción arcoíris,[36] que normalmente se valora mediante simulación, como se muestra más abajo.
- Los métodos más empleados son los retículos binomiales.[31][40] Estos son más utilizados, porque la mayoría de las opciones reales son de estilo americano. Además, y en particular, los modelos basados en retículos (lattices) permiten flexibilidad en cuanto al ejercicio, porque en cada nodo pueden codificarse diferentes reglas relevantes.[34] Debe considerarse que estos retículos no pueden manejar fácilmente problemas con un alto número de dimensiones. Tratar los costes del proyecto como estocásticos agregaría (al menos) una dimensión a la red, elevando al cuadrado el número de nodos finales (el exponente aquí, correspondiente al número de fuentes de incertidumbre).
- También se han desarrollado métodos de Montecarlo especializados y se aplican cada vez más, y especialmente, a problemas de alta dimensión. Considérese que para las opciones reales de estilo estadounidense, esta aplicación es algo más compleja, aunque investigaciones recientes[43] combinan un enfoque de mínimos cuadrados con simulación, lo que permite la valoración de opciones reales que son a la vez multidimensionales y de estilo norteamericano.
- Cuando la opción real se puede modelar utilizando una ecuación diferencial parcial, a veces se aplica el método de las diferencias finitas para la valoración de opciones reales. Aunque muchos de los primeros artículos sobre ROV trataron este método,[44] su uso es relativamente poco común hoy, particularmente entre los profesionales, debido a la sofisticación matemática requerida. Tampoco puede emplearse fácilmente para problemas con un alto número de dimensiones.

Para la valoración de opciones reales se han desarrollado varios métodos más, dirigidos principalmente a profesionales. Por lo general, utilizan escenarios de flujo de caja para la proyección de la distribución futura de pagos, y no se basan en suposiciones restrictivas como las que subyacen en las soluciones de forma cerrada (o incluso numéricas) ya explicadas. Las adiciones más recientes incluyen el método de Datar-Mathews, el método de pago difuso y la simulación con el método de umbrales de ejercicio optimizados.

## Limitaciones
La relevancia de las opciones reales, incluso como marco mental, puede verse limitada debido a consideraciones de mercado, organizativas o técnicas. Cuando se emplea el marco, por lo tanto, el analista debe considerar previamente lo siguiente para determinar si la ROV es relevante para el proyecto en cuestión.

### Características del mercado
Como ya se ha explicado, el mercado y el entorno subyacente al proyecto deben ser aquellos en los que "el cambio sea más evidente", y la "fuente, las tendencias y la evolución" en la oferta y la demanda del producto creen la "flexibilidad, contingencia y volatilidad" que dan como resultado la opcionalidad. En otro caso es mejor emplear el método VAN.

### Consideraciones organizativas
Las opciones reales son "particularmente importantes para las empresas con algunas características clave", y pueden ser menos relevantes en otros casos. En resumen, es importante considerar lo siguiente para determinar si el marco de la ROV es aplicable:
1. La estrategia corporativa tiene que adaptarse a los eventos contingentes. Algunas corporaciones enfrentan rigideces organizacionales y no pueden reaccionar a los cambios del mercado; en este caso, el enfoque VAN resulta más apropiado.
2. En la práctica, la empresa debe estar posicionada de tal manera que tenga un flujo de información adecuado y oportunidades para actuar. A menudo, será un líder del mercado o una empresa que disfruta de economías de escala y alcance.
3. La gerencia debe comprender las opciones, ser capaz de identificarlas y crearlas, y ejercerlas apropiadamente.[16] Esto contrasta con los líderes empresariales centrados en mantener el statu quo o las ganancias contables a corto plazo.
4. La posición financiera de la empresa debe ser tal que tenga la capacidad de financiar el proyecto cuando sea necesario (es decir, emitir acciones, contraer más deuda o utilizar el flujo de efectivo generado internamente). La gerencia debe, en consecuencia, tener un acceso apropiado a este capital.
5. La gerencia debe estar en condiciones de ejercer las opciones reales. Algunas pueden ser ejercidas por una sola parte, mientras que otras pueden necesitar el acuerdo de varias.

### Consideraciones técnicas
Las limitaciones en el uso de estos modelos surgen debido al contraste entre las opciones reales y las opciones financieras, para las cuales fueron desarrollados originalmente dichos modelos. La principal diferencia es que el subyacente a menudo no es negociable en un mercado bursátil –por ejemplo, el propietario de la fábrica no puede venderla fácil y rápidamente, como sí puede hacer con unas acciones. Además, es posible que la opción real en sí misma tampoco sea (en este sentido bursátil) negociable –por ejemplo, el propietario de la fábrica no puede vender a otra parte el derecho a ampliar su fábrica; solo él puede tomar esta decisión. Sin embargo, se pueden vender algunas opciones reales. Por ejemplo la propiedad de un terreno baldío es una opción real para desarrollarlo en el futuro. Incluso donde existe un mercado –para el subyacente o para la opción– en la mayoría de los casos la liquidez del mercado es limitada (o nula). Finalmente, incluso si la empresa puede adaptarse activamente a los cambios del mercado, queda por determinar el paradigma correcto para descontar reclamaciones futuras.
Las dificultades son entonces:
1. Como se indicó anteriormente, surgen problemas de datos en cuanto a la estimación de las entradas clave del modelo. En este caso, dado que el valor o el precio del subyacente no se puede observar (directamente), siempre habrá incertidumbre en cuanto a su valor y volatilidad (aumentada a su vez por la incertidumbre en cuanto a las posibles acciones de la gerencia en el futuro).
2. A menudo es difícil captar las reglas del ejercicio de cada una de las opciones reales y las acciones consiguientes por parte de la gerencia. Además, un proyecto puede tener un conjunto amplio de opciones reales, algunas de las cuales pueden ser mutuamente excluyentes.[16]
3. También pueden surgir dificultades teóricas, que son más graves.

- Los modelos de valoración de opciones financieras se basan en una lógica de valoración racional. Esencialmente: (a) se presupone que uno puede crear una "cartera cubierta" que comprende una opción y acciones "delta" del subyacente. (b) Los argumentos de arbitraje permiten que el precio de la opción se estime hoy. (c) Cuando es posible una cobertura de este tipo, dado que la cobertura de las acciones delta y la fijación de precios neutral al riesgo son matemáticamente idénticas, entonces se puede aplicar una valoración neutral al riesgo, como es el caso con la mayoría de los modelos de fijación de precios de opciones. (d) Sin embargo, bajo la ROV, la opción, y (generalmente) su subyacente, no se negocian en un mercado, por lo que constituir una cartera cubierta sería difícil, si no imposible.
- Los modelos estándar para las opciones (que se han desarrollado para las opciones financieras): (a) Suponen que las características de riesgo del subyacente no cambian durante la vida de la opción, lo que generalmente se expresa a través de un supuesto de volatilidad constante. (b) Por lo tanto, se puede aplicar una tasa libre de riesgo estándar como tasa de descuento en cada punto de decisión, lo que permite una valoración neutral al riesgo. Sin embargo, en la ROV: (a) las acciones de la gerencia cambian las características de riesgo del proyecto en cuestión y, por lo tanto, (b) la tasa de rendimiento requerida podría diferir según el estado del proyecto que dio ese rendimiento, y se requeriría una prima sobre el riesgo libre, invalidando (técnicamente) el supuesto de neutralidad al riesgo.

Estos problemas se abordan a través de varios supuestos interrelacionados:
1. Como se explicó anteriormente, los problemas de datos generalmente se abordan mediante una simulación del proyecto o un proxy cotizado en alguna bolsa de valores. Varios métodos nuevos —como los descritos anteriormente— también tratan estas cuestiones.
2. Asimismo, como se indicó anteriormente, las reglas de ejercicio específicas a menudo se pueden acomodar codificándolas en un árbol binomial personalizado.[49]
3. Los problemas teóricos:

- Para utilizar modelos estándar de fijación de precios de opciones, pese a las dificultades relacionadas con la fijación racional de precios, los profesionales adoptan la "ficción" de que tanto la opción real como el proyecto subyacente se negocian en un mercado. Este enfoque se denomina, en inglés Marketed Asset Disclaimer, cuyas siglas son MAD (gráficamente iguales a la palabra mad, que significa "loco"). Se puede traducir como "exento de la obligación de cotizar". Aunque es mucho suponer, de hecho una ficción similar sustenta la valoración estándar VAN/flujo de fondos descontados (y utiliza simulación, como se indicó anteriormente). Ver y.
- Para abordar el hecho de que las características cambiantes invalidan el uso de una tasa de descuento constante, algunos analistas utilizan el "enfoque de una cartera espejo" (replicant), en contraposición a la valoración neutral al riesgo, y modifican sus modelos en consecuencia. Según este enfoque, (a) se "replican" los flujos de efectivo de la opción manteniendo un bono libre de riesgo y el subyacente en las proporciones correctas. Entonces, (b) dado que los flujos de efectivo de la opción y de esta cartera espejo siempre serán idénticos, por argumentos de arbitraje sus valores pueden (deben) ser igualados hoy, y (c) no se requiere descuento.

## Historia
Aunque los gerentes empresariales han tomado decisiones de inversión de capital durante siglos, el término "opción real" es relativamente nuevo y fue acuñado por el profesor Stewart Myers de la Escuela de Administración Sloan del MIT en 1977. En 1930, Irving Fisher escribió explícitamente sobre las "opciones" disponibles para el dueño de una empresa (The Theory of Interest, II. viii). Sin embargo, la descripción de tales oportunidades como "opciones reales" siguió al desarrollo de técnicas analíticas (como el  Modelo de Black-Scholes en 1973) para opciones financieras. Por este motivo el término "opción real" está estrechamente ligado a estas técnicas.
Las opciones reales son hoy un campo activo de investigación académica. El profesor Lenos Trigeorgis ha sido un nombre destacado durante muchos años y ha publicado varios libros y artículos académicos influyentes. Otros académicos pioneros en el campo incluyen a los profesores Michael Brennan, Eduardo Schwartz, Graham Davis, Gonzalo Cortazar, Han Smit, Avinash Dixit y Robert Pindyck (los dos últimos, autores del texto pionero en la disciplina). Anualmente se organiza una conferencia académica sobre opciones reales (Conferencia Internacional Anual sobre Opciones Reales).
Entre otros, el concepto fue popularizado por Michael J. Mauboussin, entonces estratega jefe de inversiones en Estados Unidos para Credit Suisse First Boston. Utiliza las opciones reales para explicar la brecha entre cómo el mercado bursátil valora algunas empresas y el "valor intrínseco" de esas compañías. Trigeorgis también ha difundido las opciones reales a través de artículos (para legos en la materia) en publicaciones como The Wall Street Journal. Esta popularización es tal que la ROV ahora es una oferta estándar en los títulos de posgrado en finanzas y, a menudo, incluso en los planes de estudio de MBA en muchas escuelas de negocios.
Recientemente, las opciones reales se han empleado en la estrategia empresarial, tanto con fines de valoración como de marco conceptual. La idea de tratar las inversiones estratégicas como opciones fue popularizada por Timothy Luehrman en dos artículos de HBR: «En términos financieros, una estrategia empresarial se parece mucho más a una serie de opciones que a una serie de flujos de caja estáticos». Las oportunidades de inversión se trazan en un "espacio de opciones" con dimensiones de "volatilidad" y relación valor-coste ("VANc").
Luehrman también fue coautor con William Teichner de un estudio de caso de la Escuela de negocios Harvard, Arundel Partners: The Sequel Project, en 1992, que puede haber sido el primer estudio de caso de una escuela de negocios en enseñar ROV. Reflejando la "integración" de la ROV, el profesor Robert C. Merton discutió los puntos esenciales de Arundel en la conferencia]] que dio al recibir el Premio Nobel en 1997. Arundel involucra a un grupo de inversores que está considerando adquirir los derechos de las secuelas de una cartera de largometrajes que aún no se han estrenado. En particular, los inversores deben determinar el valor de los derechos de estas secuelas antes de que se produzca cualquiera de las primeras películas. Aquí, los inversores se enfrentan a 2 opciones principalesː pueden producir una película original y una secuela al mismo tiempo o pueden esperar para decidirse por una secuela después de que se estrene la película original. El segundo enfoque, afirma Merton, brinda la opción de no rodar la secuela en el caso de que la película inicial no tenga éxito. Esta opción real tiene valor económico y puede valorarse monetariamente utilizando un modelo de valoración de opciones.

## Para saber más
Textos estándar:
- Amram, Martha; Kulatilaka,Nalin (1999). Real Options: Managing Strategic Investment in an Uncertain World. Boston: Harvard Business School Press. ISBN 978-0-87584-845-7.
- Brach, Marion A. (2003). Real Options in Practice. New York: Wiley. ISBN 978-0471445562.
- Copeland, Thomas E.; Vladimir Antikarov (2001). Real Options: A Practitioner's Guide. New York: Texere. ISBN 978-1-58799-028-1.
- Dixit, A.; R. Pindyck (1994). Investment Under Uncertainty. Princeton: Princeton University Press. ISBN 978-0-691-03410-2.
- Moore, William T. (2001). Real Options and Option-embedded Securities. New York: John Wiley & Sons. ISBN 978-0-471-21659-9.
- Müller, Jürgen (2000). Real Option Valuation in Service Industries. Wiesbaden: Deutscher Universitäts-Verlag. ISBN 978-3-8244-7138-6.
- Smit, T.J.; Trigeorgis, Lenos (2004). Strategic Investment: Real Options and Games. Princeton: Princeton University Press. ISBN 978-0-691-01039-7.
- Trigeorgis, Lenos (1996). Real Options: Managerial Flexibility and Strategy in Resource Allocation. Cambridge: The MIT Press. ISBN 978-0-262-20102-5.
- Kodukula, P., & Papudesu, C. (2006). Project valuation using real options: a practitioner's guide. J. Ross Publishing. ISBN 978-1932159431

Aplicaciones:
- Yaish, Aviv; Zohar, Aviv (18 de junio de 2020). Pricing ASICs for Cryptocurrency Mining. arXiv:2002.11064.
- Brennan, Michael J.; Schwartz, Eduardo S. (1985). «Evaluating Natural Resource Investments». The Journal of Business 58 (2): 135-157. doi:10.1086/296288.
- Aswath Damodaran. Applications of option pricing theory to equity valuation.
- Daryl G. Waldron. Valuing Alternative Market Entry Strategies as "Real-Options". Archivado desde el original el 16 de julio de 2011. Consultado el 13 de octubre de 2022.
- Richard de Neufville. Real options in public infrastructures. Archivado desde el original el 20 de junio de 2010. Consultado el 13 de octubre de 2022.
- Grenadier, Steven R. & Weiss, Allen M., 1997. "Investment in technological innovations: An option pricing approach," Journal of Financial Economics, Elsevier, vol. 44(3), pages 397–416, June.
- Don Chance (June 2009). «Pricing options on film revenue». Risk.net.
- S. Young; J. Gong; W. Van der Stede (2012). «Using real options to make decisions in the motion picture industry». Strategic Finance: 53-59.
- David Lackner. Strategic Technology Investment Decisions in Research & Development. Archivado desde el original el 18 de diciembre de 2007. Consultado el 13 de octubre de 2022.
- Heikkilä, Markku; Collan, Mikael (September 2011). «Enhancing Patent Valuation». Journal of Intellectual Property Rights 16 (5).
- Sidak, J. Gregory; Leonard, Gregory K.; Hausman, Jerry A. (2007). Patent Damages and Real Options: How Judicial Characterization of Non-Infringing Alternatives Reduces Incentives to Innovate.
- Fernando Torres (11 de septiembre de 2006). Establishing Licensing Rates Through Options.
- Ehud Ronn, Valery Kholodnyi, Shannon Burchett. Real Options and Energy Management. Archivado desde el original el 3 de enero de 2011. Consultado el 13 de octubre de 2022.
- D. Mauer (2001). «Real Options, Agency Conflicts, and Financial Policy». Archivado desde el original el 4 de marzo de 2016.
- The Impact of Real Options in Agency Problems G. Siller-Pagaza, G. Otalora, E. Cobas-Flores (2006).
- Natasa Bilkic, Thomas Gries and Margarethe Pilichowski. (October 2012). «Stay in School or Start Working? - The Human Capital Investment Decision under Uncertainty and Irreversibility». Labour Economics 19 (5): 706-717. doi:10.1016/j.labeco.2012.04.005.
- Karpoff, Jonathan M. (1989). «Characteristics of Limited Entry Fisheries and the Option Component of Entry Licenses». Land Economics 65 (4): 386-393. doi:10.2307/3146806.
- Collan, Mikael; Kinnunen Jani (2011). «A Procedure for the Rapid Pre-acquisition Screening of Target Companies Using the Pay-off Method for Real Option Valuation». Journal of Real Options and Strategy 4 (1): 117-141. doi:10.12949/realopn.4.117.

### Teoría
- Introducción a la valoración de opciones reales como un problema de modelado Archivado el 15 de noviembre de 2012 en Wayback Machine., Mikael Collan
- La promesa y el peligro de las opciones reales, Prof. Aswath Damodaran, Escuela de Negocios Stern
- Tutorial de Opciones Reales, Prof. Marco Dias, PUC-Rio
- Valoración de opciones reales: errores frecuentes, Prof. Pablo Fernández, IESE Business School, Universidad de Navarra
- Identificando opciones reales, Prof. Campbell R. Harvey. Universidad de Duke, Escuela de Negocios Fuqua
- Una introducción a las opciones reales Archivado el 25 de mayo de 2012 en Wayback Machine. ( Sociedad de Analistas de Inversiones de África Meridional ), Prof. E. Gilbert, Universidad de Ciudad del Cabo
- Toma de decisiones bajo incertidumbre: ¿opciones reales al rescate?, Prof. Lucas Miller y Chan Park, Universidad de Auburn
- Documentos técnicos y estudios de caso de opciones reales Archivado el 8 de febrero de 2012 en Wayback Machine., Dr. Jonathan Mun
- Opciones reales – Introducción, Grupo Portfolio
- ¿Cómo se evalúa el valor de las "opciones reales" de una empresa? Archivado el 20 de octubre de 2019 en Wayback Machine., Prof. Alfred Rappaport Universidad de Columbia y Michael Mauboussin
- Algunas cuestiones importantes que involucran opciones reales: una descripción general, Gordon Sick y Andrea Gamba (2005).
- Real Power of Real Options, Leslie y Michaels (1997), Keith Leslie y Max Michaels McKinsey Quarterly, 1997 (3) páginas 4–22. Citado por Robert Merton en su discurso de aceptación del Premio Nobel en 1997. Clásico de McKinsey - Reimpreso en McKinsey Anthology 2000 - Sobre estrategia. Citado en McKinsey Anthology 2011 - ¿Has probado tu estrategia últimamente?

### Revistas
- Revista de Opciones Reales
- Revista de Opciones Reales y Estrategia

### Recursos de cálculo
- Modelos de hoja de cálculo ROV, Prof. Aswath Damodaran, Escuela de Negocios Stern
- Calculadora de Opciones Reales, Prof. Steven T. Hackman, Instituto de Tecnología de Georgia

- Datos: Q1585708